# Agrò (torrente)

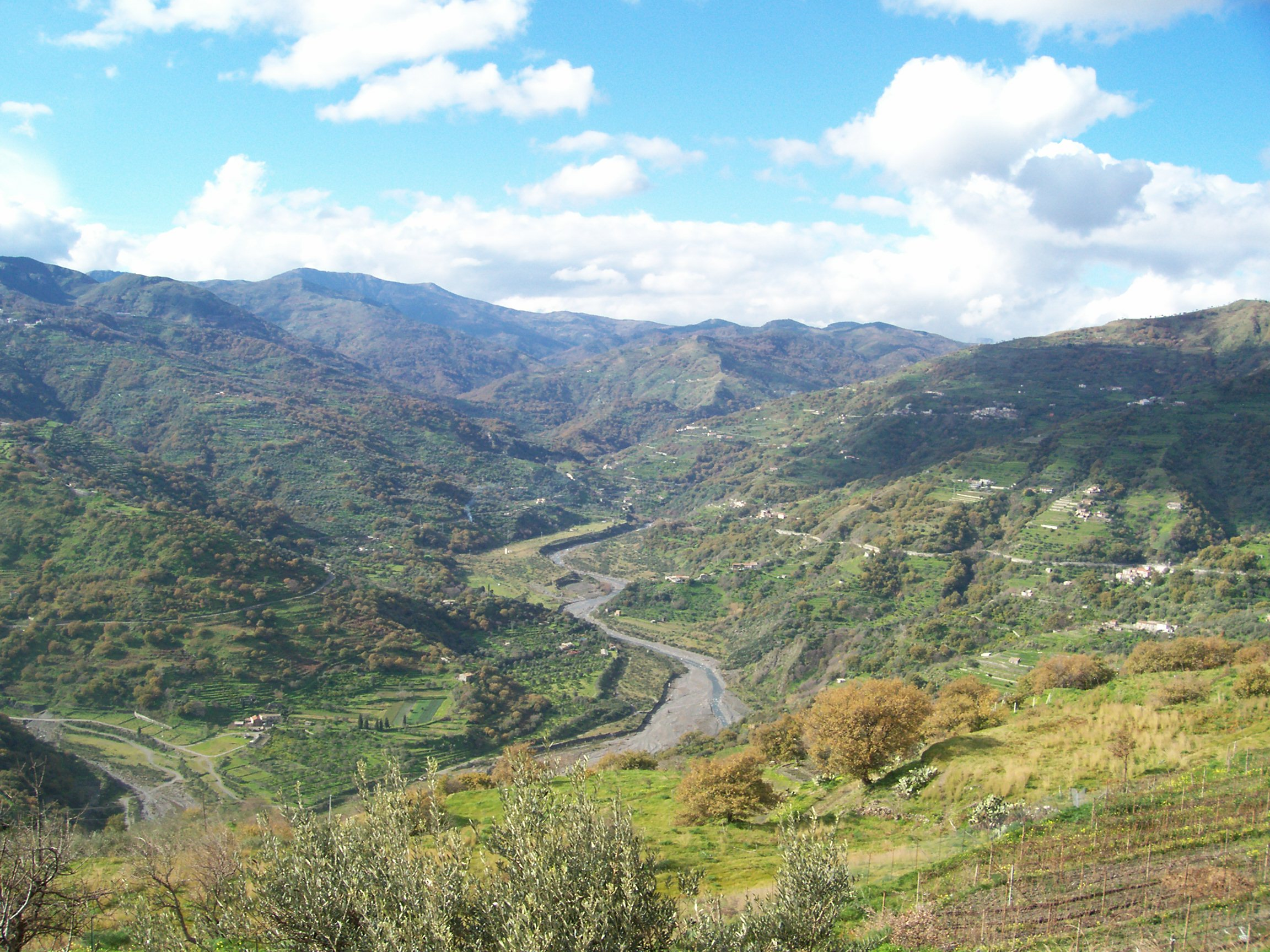
La Fiumara d'Agrò vista da Casalvecchio Siculo

L'Agrò è un torrente del Messinese. Il suo nome deriva dal termine greco αγρός (agròs) che significa terra coltivata, campo.

## Percorso
Lungo circa 15 km, nasce tra la Montagna Grande e il Pizzo di Vernà (monti Peloritani), in prossimità dei centri abitati di Fondachelli-Fantina ed Antillo. Sfocia nel mare Jonio tra i comuni di Sant'Alessio Siculo e Santa Teresa di Riva. La portata d'acqua della Fiumara d'Agrò supera tutti i corsi d'acqua della riviera ionica messinese. Il corso del fiume si snoda sul fondo della omonima valle d'Agrò.

## Comuni attraversati
l'Agrò attraversa i territori dei seguenti comuni:
- Antillo;
- Limina;
- Forza d'Agrò;
- Casalvecchio Siculo;
- Savoca;
- Santa Teresa di Riva;
- Sant'Alessio Siculo.